# Heverton Reinaldi
Heverton Reinaldi (2 gennaio 1987) è un ex giocatore di calcio a 5 brasiliano naturalizzato italiano.

## Carriera
Arriva in Italia al Thiene in Serie B, per passare in seguito alla Luparense nella massima serie e con cui vince lo scudetto. Successivamente gioca per Castellamonte, Carmagnola e Astense. Ha giocato anche nel campionato francese con il Bethune. Nel febbraio del 2017, durante l'incontro tra Petrarca e Vertigo, valido per il campionato regionale veneto di Serie C1, viene travolto violentemente dal portiere avversario Marco Androni, accasciandosi al suolo. Nel corso dell'intervento chirurgico, durato sette ore, i medici applicano oltre 100 placche metalliche per riparare alle numerose fratture scomposte nel tratto frontale, orbitale, etmoidale, nasale e mascellare. L'infortunio mette fine alla carriera sportiva di Reinaldi, che fa ritorno in patria. Dopo il ritiro ha aperto una palestra a Balneário Camboriú nella quale fa il preparatore atletico.

## Palmarès
- Campionato italiano: 1

Luparense: 2008-09
- Supercoppa italiana: 2

Luparense: 2008, 2009